# Barbacenia saxicola
Barbacenia saxicola är en enhjärtbladig växtart som beskrevs av Lyman Bradford Smith och Edward Solomon Ayensu. Barbacenia saxicola ingår i släktet Barbacenia och familjen Velloziaceae. Inga underarter finns listade.